# محمد صدیق (بازیکن فوتبال، زاده ۱۹۷۸)
محمد صدیق (عربی: محمد صديق؛ زادهٔ ۲۵ نوامبر ۱۹۷۸) بازیکن فوتبال اهل مصر بود.
از باشگاه‌هایی که در آن بازی کرده‌است می‌توان به باشگاه ورزشی زمالک، باشگاه ورزشی کوکائلی اسپور، باشگاه فوتبال مقاولون عرب، باشگاه ورزشی الاهلی، و باشگاه فوتبال المصری اشاره کرد.
وی همچنین در تیم ملی فوتبال مصر بازی کرده‌است.